# Марат Бен Акудаго Михайлов
Марат Бен Акудаго Михайлов (роден на 16 юли 1989 г. в Гана) е български общественик, бизнесмен и политически активист. Известен е с участието си като кандидат за народен представител от партия „Атака“ на парламентарните избори през 2022 и 2024 година в 23 МИР – София.[източник? (Поискан днес)]

## Биография
Марат Михайлов е роден в Република Гана, като според налична информация има български произход по майчина линия. Живее и работи в България от дълги години.
Придобива обществена известност след трагичния случай със своята партньорка Деяна Георгиева през 2011 г., след което участва в кампании, свързани със справедливост и реформи в здравната система.
== Политическа дейност ==
През 2022 г. Михайлов е включен в листата на партия „Атака“ за парламентарните избори в 23 МИР – София, където заема 4-то място.[източник? (Поискан днес)]